# Bullet For My Valentine (album)
Albums de Bullet for My Valentine
Gravity
(2018)
Singles
1. Knives
Sortie : 18 juin 2021
2. Parasite
Sortie : 23 juillet 2021
3. Shatter
Sortie : 10 septembre 2021
4. Rainbows Veins
Sortie : 1er octobre 2021

Bullet for My Valentine est le septième album studio du groupe gallois éponyme sorti le 5 novembre 2021 sur le label Spinefarm Records et produit par Carl Bown.

## Liste des pistes
| No  | Titre                    | Durée |
| --- | ------------------------ | ----- |
| 1.  | Parasite                 | 5:40  |
| 2.  | Knives                   | 4:16  |
| 3.  | My Reverie               | 4:42  |
| 4.  | No Happy Ever After      | 4:08  |
| 5.  | Can't Escape the Waves   | 4:35  |
| 6.  | Bastards                 | 5:25  |
| 7.  | Rainbow Veins            | 4:58  |
| 8.  | Shatter                  | 5:24  |
| 9.  | Paralysed                | 4:11  |
| 10. | Death by a Thousand Cuts | 4:24  |